# Grone (Włochy)
Grone – miejscowość i gmina we Włoszech, w regionie Lombardia, w prowincji Bergamo.
Według danych na styczeń 2009 gminę zamieszkiwały 933 osoby przy gęstości zaludnienia 119,6 os./1 km².